# Odorrana
Odorrana – rodzaj płazów bezogonowych z rodziny żabowatych (Ranidae).

## Zasięg występowania
Rodzaj obejmuje gatunki występujące w strumieniach w Japonii, południowej Chińskiej Republice Ludowej i przez Indochiny na zachód do północno-wschodnich Indii, Mjanmy i Tajlandii oraz na południe przez Półwysep Malajski i Sumatrę do Borneo.

## Systematyka
Rodzaj zdefiniowali w 1990 roku chińscy herpetolodzy, Fei Liang, Ye Changyuan i Huang Yongzhao, w publikacji własnego autorstwa poświęconej chińskim płazom. Gatunkiem typowym jest (oryginalne oznaczenie) O. margaretae.

### Etymologia
- Odorrana: łac. odor ‘węch, zapach’[8]; rana ‘żaba’[9].
- Eburana: łac. ebur ‘kość słoniowa’; rodzaj Rana Linnaeus, 1758[3]. Gatunek typowy (oryginalne oznaczenie): Rana narina Stejneger, 1901.
- Bamburana: mal. bambu ‘bambus’; łac. rana ‘żaba’[4]. Gatunek typowy (oryginalne oznaczenie): Rana versabilis Liu & Hu, 1962.
- Wurana: Wu Guanfu, chiński herpetolog; łac. rana ‘żaba’[5]. Gatunek typowy (oryginalne oznaczenie): Rana tormotus Wu, 1977.
- Matsuirana: Takaji Matsui (1925–2014), japoński herpetolog; łac. rana ‘żaba’[4]. Gatunek typowy (oryginalne oznaczenie): Rana ishikawae Stejneger, 1901.

### Podział systematyczny
Do rodzaju należą następujące gatunki:

- Odorrana absita (Stuart & Chan-ard, 2005)
- Odorrana amamiensis (Matsui, 1994)
- Odorrana andersonii (Boulenger, 1882)
- Odorrana anlungensis (Liu & Hu, 1973)
- Odorrana arunachalensis Saikia, Sinha & Kharkongor, 2017
- Odorrana aureola Stuart, Chuaynkern, Chan-ard & Inger, 2006
- Odorrana bacboensis (Bain, Lathrop, Murphy, Orlov & Ho, 2003)
- Odorrana banaorum (Bain, Lathrop, Murphy, Orlov & Ho, 2003)
- Odorrana bolavensis (Stuart & Bain, 2005)
- Odorrana cangyuanensis (Yang, 2008)
- Odorrana chapaensis (Bourret, 1937)
- Odorrana chloronota (Günther, 1876)
- Odorrana concelata Wang, Zeng & Lin, 2022
- Odorrana confusa Song, Zhang, Qi, Lyu, Zeng & Wang, 2023
- Odorrana damingshanensis Chen, Mo, Lin & Qin, 2024
- Odorrana dulongensis Liu, Che & Yuan, 2021
- Odorrana exiliversabilis Li, Ye & Fei, 2001
- Odorrana fengkaiensis Wang, Lau, Yang, Chen, Liu, Pang & Liu, 2015
- Odorrana geminata Bain, Stuart, Nguyen, Che & Rao, 2009
- Odorrana gigatympana (Orlov, Ananjeva & Ho, 2006)
- Odorrana grahami (Boulenger, 1917)
- Odorrana graminea (Boulenger, 1900)
- Odorrana hainanensis Fei, Ye & Li, 2001
- Odorrana heatwolei (Stuart & Bain, 2005)
- Odorrana hejiangensis (Deng & Yu, 1992)
- Odorrana hosii (Boulenger, 1891)
- Odorrana huanggangensis Chen, Zhou & Zheng, 2010
- Odorrana ichangensis Chen, 2020
- Odorrana indeprensa (Bain & Stuart, 2006)
- Odorrana ishikawae (Stejneger, 1901)
- Odorrana jingdongensis Fei, Ye & Li, 2001
- Odorrana junlianensis Huang, Fei & Ye, 2001
- Odorrana khalam (Stuart, Orlov & Chan-ard, 2005)
- Odorrana kuangwuensis (Liu & Hu, 1966)
- Odorrana kweichowensis Li, Xu, Lv, Jiang, Wei & Wang, 2018
- Odorrana leishanensis Li, Chen, Su, Liu, Tang & Wang, 2024
- Odorrana leporipes (Werner, 1930)
- Odorrana liboensis Luo, Wang, Xiao, Wang & Zhou, 2021
- Odorrana lipuensis Mo, Chen, Wu, Zhang & Zhou, 2015
- Odorrana livida (Blyth, 1856)
- Odorrana lungshengensis (Liu & Hu, 1962)
- Odorrana macrotympana (Yang, 2008)
- Odorrana margaretae (Liu, 1950)
- Odorrana mawphlangensis (Pillai & Chanda, 1977)
- Odorrana monjerai (Matsui & Jaafar, 2006)
- Odorrana morafkai (Bain, Lathrop, Murphy, Orlov & Ho, 2003)
- Odorrana mutschmanni Pham, Nguyen, Le, Bonkowski & Ziegler, 2016
- Odorrana nanjiangensis Fei, Ye, Xie & Jiang, 2007
- Odorrana narina (Stejneger, 1901)
- Odorrana nasica (Boulenger, 1903)
- Odorrana nasuta Li, Ye & Fei, 2001
- Odorrana orba (Stuart & Bain, 2005)
- Odorrana sangzhiensis Zhang, Li, Hu & Yang, 2021
- Odorrana schmackeri (Boettger, 1892)
- Odorrana sinica (Ahl, 1927)
- Odorrana splendida Kuramoto, Satou, Oumi, Kurabayashi & Sumida, 2011
- Odorrana supranarina (Matsui, 1994)
- Odorrana swinhoana (Boulenger, 1903)
- Odorrana tianmuii Chen, Zhou & Zheng, 2010
- Odorrana tiannanensis (Yang & Li, 1980)
- Odorrana tormota (Wu, 1977)
- Odorrana utsunomiyaorum (Matsui, 1994)
- Odorrana versabilis (Liu & Hu, 1962)
- Odorrana wuchuanensis (Xu, 1983)
- Odorrana yentuensis Tran, Orlov & Nguyen, 2008
- Odorrana yizhangensis Fei, Ye & Jiang, 2007